# 大津事件
大津事件（日语：／ Ōtsu Jiken */?），是一起於1891年5月11日发生在日本的殺人未遂事件。當時俄罗斯帝国皇太子尼古拉（即后来的沙皇尼古拉二世）正在日本滋賀縣大津市访问，途中被突然冒出的警備巡查津田三藏企圖刺殺。此事件令當年日本政府陷入空前的危机，尤其考驗甫定案一年的《大日本帝國憲法》之威信，與世界強權外交關係也自此生出变数。

## 历史

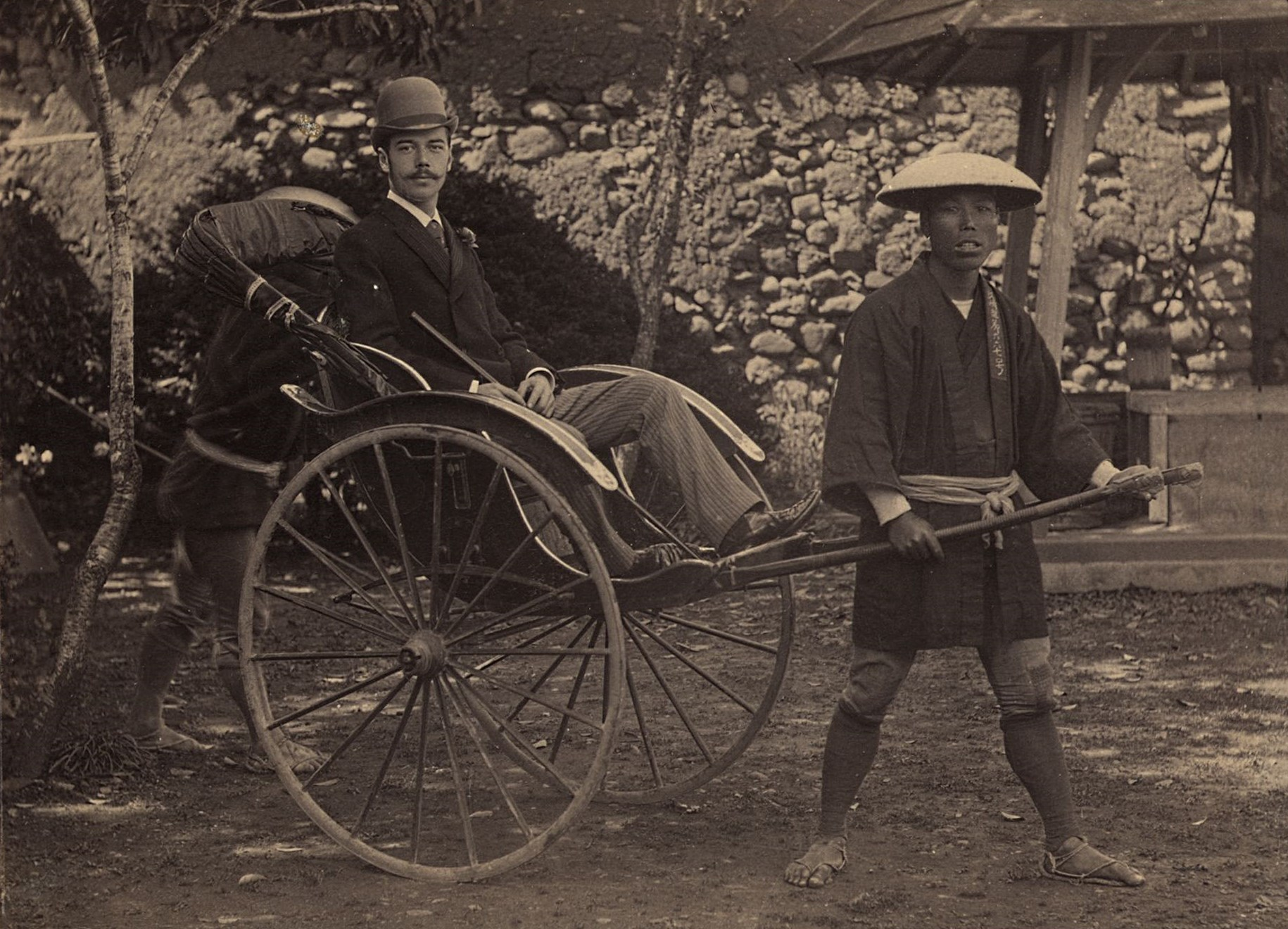
尼古拉皇太子访问长崎市的照片

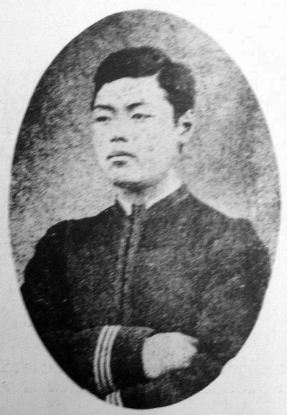
津田三藏

1891年俄羅斯帝國皇太子尼古拉前往海参崴主持出席西伯利亞鐵路開工儀式時，順道訪問日本。日本政府为了接待尼古拉访日，任命海军大佐有栖川宫威仁亲王为官方接待员。當時的日本仍為弱小國家，尼古拉皇太子來訪後，當年的日本政府傾全力迎接。甚至在祭典外的時節，特於京都舉行五山送火（大文字燒）儀式供俄國貴賓欣賞。
5月11日過午，正從京都琵琶湖當天返回旅遊的歸途，在威仁亲王的陪同下，尼古拉與一起來日本的希臘王國喬治王子（喬治一世的三男）乘坐人力車時，擔任大津市街警備的滋賀縣警察津田三藏突然抽出佩刀砍向尼古拉。尼古拉從人力車跳下逃進胡同，津田繼續追趕，但喬治王子用竹拐杖打擊其背部。人力車夫向畑治三郎拉倒津田雙腿。尼古拉右側頭部負了達9公分的傷，不過沒有生命危險。威仁亲王虽然在场，却被围观者挡住了，直到津田被捕后，他才得以接近尼古拉。
留學海外並對國際關係精通的有栖川宮威仁親王，立即用電報上奏給東京的明治天皇，為了對俄羅斯顯示誠意請求天皇到京都緊急出行。明治天皇立刻命令威仁親王於尼古拉身邊警備，並立刻派北白川宮能久親王先到京都。
5月12日早晨，明治天皇從新橋站乘火車，同日夜晚到達了京都探望尼古拉。不過，尼古拉的主治醫師請求延期至次日，所以天皇暫於京都行宮（二條城）投宿。威仁親王的兄長有栖川宮熾仁親王，也在天皇之後火速奔赴京都。
5月13日，儘管重臣們進言擔憂明治天皇可能會遇到綁架，但明治天皇不顧反對，親自去尼古拉下塌的常盤賓館探望，並帶領熾仁、威仁、能久三親王到神戶送行。
尼古拉皇太子遇刺受傷，使日本人恐懼事件將引起俄羅斯報復進攻日本。學校為表示謹慎停課，在神社和寺院和教會祈禱皇太子痊癒，慰問電報超過1萬封，山形縣金山村禁止以「津田」為姓及「三藏」命名。5月20日，有名为「畠山勇子」的女子在京都府廳面前用剃刀自刎表示道歉，人稱「穗州的烈女」。
據說津田刺殺尼古拉皇太子的動機可能是對於日本北方諸島俄羅斯強硬態度不滿。也有傳言西南戰爭敗死的西鄉隆盛其實將與皇太子逃向俄羅斯，而西南戰爭獲授勳章的津田，覺得如果西鄉逃脫，自己的勛位也可能不保。也有尼古拉皇太子的訪日其實是軍事視察的傳言，也有日本國民對於俄羅斯興建西伯利亞鐵路視為俄羅斯的入侵遠東政策加以排斥的說法。

## 事件影響

### 俄羅斯政府
俄羅斯當局得知皇太子在外國遇刺，相當震怒，要求日本必需嚴懲兇手，否則遣兵攻打日本。俄羅斯公使Shevich對日本屢次取著恫嚇性的態度，告知有關這個事件的應對，沙皇亞歷山大三世暗中要求死刑，可是後來賠償要求和武力報復都沒進行。有關皇太子的負傷，沙皇和皇太子本人對於日本迅速處理和道歉表現了寬容的態度，也沒有從日記的發現尼古拉二世在這個事件對日本表達嫌惡感。

### 日本政府
當時的日本雖非西方列強的殖民地，但由於當時明治維新起步不久，日本國力尚弱。在恐懼俄羅斯要求賠償金，或領土割讓的壓力下，原先裁判所（法院）有意援用當時日本刑法116條中規定的大逆，判處津田三藏死刑。

### 日本司法單位
然而，日本刑法第116條大逆罪原先僅適用於傷者為日本皇室成員，外國的皇族在日本刑法中與一般人地位相同。如此一來，若傷害一般人即判處死刑，在法律層面上是說不過去的。當時的日本政府有意把刑法116條的適用對象「延伸」至外國皇族，以迎合俄國。此謀造成與絕對遵守法律的司法單位激烈的對立。
當時的大審院院長兒島惟謙主張罪刑法定主義，认为「法治國家必須完全遵守法律」，以「刑法116條並非規定外國皇族」為由，消弭來自政府的壓力；並依據刑法第292條的規定（對一般人謀殺未遂罪），判決津田三藏無期徒刑。

## 事後影響
此事判決後，俄國出奇地並未有賠償要求或武力報復，被認為與日本政府迅速處置及誠意謝罪有關（尼古拉受傷翌日明治天皇即「緊急臨幸」京都，隔天一早在神戶港登船當面向尼古拉致歉），亦可能出於兩國關係友好考量。
而後日本的法制逐漸受到歐美各國的信賴，也讓尚曖昧未明的《大日本帝國憲法》的三權分立意识在日本广为认知。國際上亦對日本的司法權加以肯定，促成後來修改不平等條約的基礎。

## 事件後續

### DNA鑑定
1993年時為了以脫氧核糖核酸（DNA）方式鑑定尼古拉二世遺骨，曾經從現存於大津市博物館中尼古拉二世當時擦血的手帕中取樣，但數量過少而無法鑑定。後來於2008年從現存於冬宮，當時尼古拉二世所穿襯衣上的血跡成功分離出了末代沙皇的DNA，並獲得了完整的遺傳圖譜，它由十三個人類DNA檢測位點和十五個取自Y染色體的男性DNA位點組成。

### 人力車夫

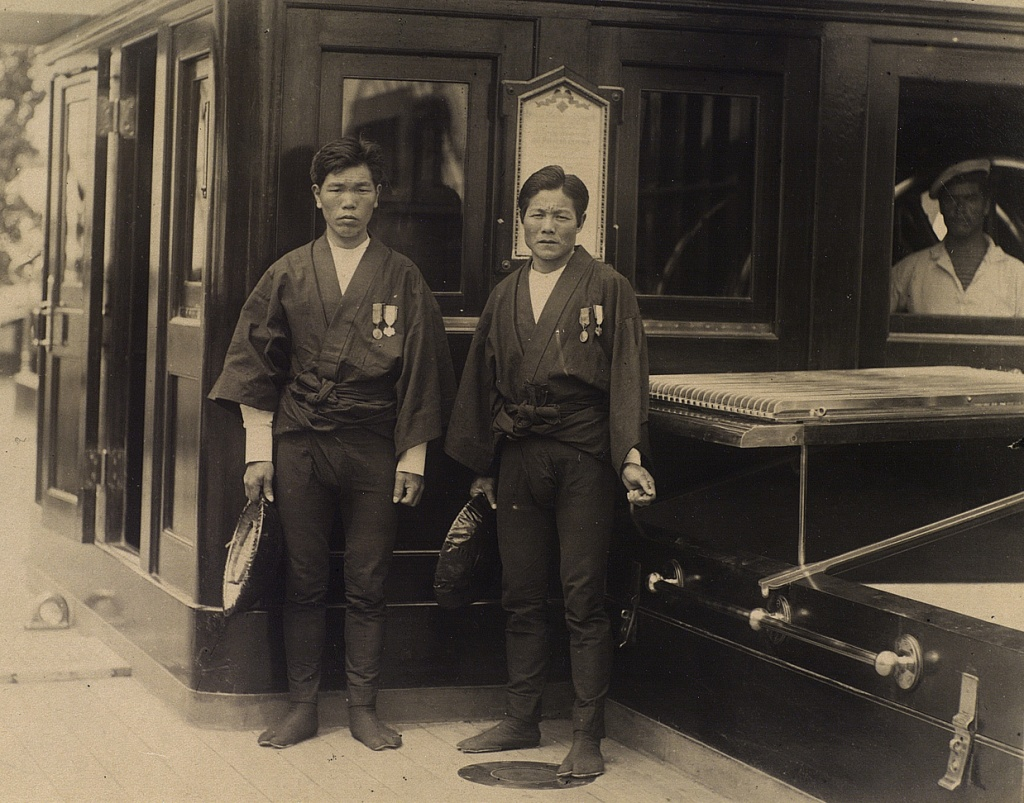
事件中逮捕津田的人力車夫

在這個事件中逮捕津田的人力車夫向畑治三郎和北賀市市太郎，事件後18日夜晚接到俄羅斯海軍軍艦邀請，受到俄羅斯海軍士兵的歡迎，並且獲授聖安娜勳章及金額2,500日元褒獎金和1,000日元的終身養老金。日本政府也給予勳八等白色桐葉章，及養老金36日元。當時給予身分低下人力車夫勳位和勳章的事極為罕見，此後2人在國內以「帶勳車夫」之稱受到注目。但是有前科的向畑治三郎從事賭場和妓院行業，並和不良份子往來，日俄戰爭時養老金停發，晚年更因為對婦女施暴行而遭到逮捕。
北賀市市太郎則在石川縣購買田地成為地主，後更成為郡議會議員，不過日本愛國民眾在對俄戰爭期間視其爲「俄羅斯間諜」。

### 津田三藏
津田於1891年5月27日被判無期徒刑，發監北海道釧路監獄，但於同年9月29日獄中病死，死因是急性肺炎。第二監獄醫務所長的日記留在旭川監獄，但也有人認為津田被政府謀殺。

### 引用
1. ↑  森悠也. . 学研パブリッシング. 2009-11-24: 116  [2020-08-28]. ISBN 978-4-05-901251-1. （原始内容存档于2020-09-15） （日语）.
2. ↑  Faces of Russia Past and Present[永久]
3. ↑  . 2008-09-03  [2016-05-18]. （原始内容存档于2016-11-08）.

### 书籍
- 兒島惟謙著『大津事件日誌』平凡社［東洋文庫］。ISBN 4582801870
- 兒島惟謙著『兒島惟謙大津事件手記』关西大学出版部。ISBN 4873543754
- 楠精一郎著『兒島惟謙――大津事件和明治民族主义』中央公論新社［中公新書］。ISBN 4121013581